# تاواوا في يوم الاثنين
تاواوا في يوم الاثنين هي مجموعة من الصور التوضيحية (معظمها لا يحتوي على حوار) من تأليف كيسيكي هيمورا نشرها على حسابه على موقع تويتر كل يوم الاثنين منذ فبراير 2015. تم عمل مسلسل أنمي من إنتاج باين جام عرض في الفترة من أكتوبر حتى ديسمبر 2016 والموسم الثاني من إنتاج يوكوهاما أنيميشن لابوتوري صدر في الفترة من سبتمبر حتى ديسمبر 2021.